# غلامرضا فتح‌آبادی
غلامرضا فتح‌آبادی (زاده ۱۰ دی ۱۳۳۶) بازیکن سابق فوتبال اهل ایران است. وی سابقه بازی در تیم‌های استقلال تهران و پرسپولیس را دارد.
در تاریخ ۳ خرداد ۱۳۶۲ در جریان پیروزی چهار بر صفر پرسپولیس برابر راه‌آهن یک گل زد و زمینه ساز قهرمانی پرسپولیس در جام حذفی تهران شد.
وی سابقه ۱۲ بازی و ۵ گل ملی نیز در کارنامه دارد. در سریال به سوی افتخار نیز بازی کرده است.
او جزو ۱۴ نفری بود که در سال ۶۵ و هنگام بازی‌های آسیایی ۱۹۸۶ در اعتراض به کادر فنی تیم ملی، از این تیم استعفا داد. پس از مدتی استعفایش را پس گرفت و در اردوی زمستان سال ۶۶ برگشت، اما از تیم ملی خط خورد.